# Calafate (mito)

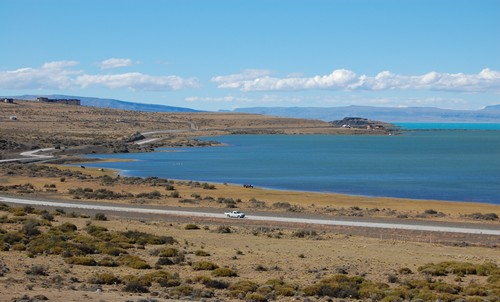
Panorámica del Lago Argentino, desde la ciudad de El Calafate

La Leyenda de Calafate es una historia contada por los tehuelches y selknam (onas), indígenas de la Patagonia que fue adoptada en el folclore de Argentina y de Chile. Intenta explicar el origen de la planta de calafate. 
Existen dos versiones principales. Una cuenta la historia de un amor entre dos jóvenes de tribus distintas, y se conoce en Chile y Argentina; la otra, en Argentina, habla de una anciana tehuelche abandonada.

## Historia

### La doncella Calafate

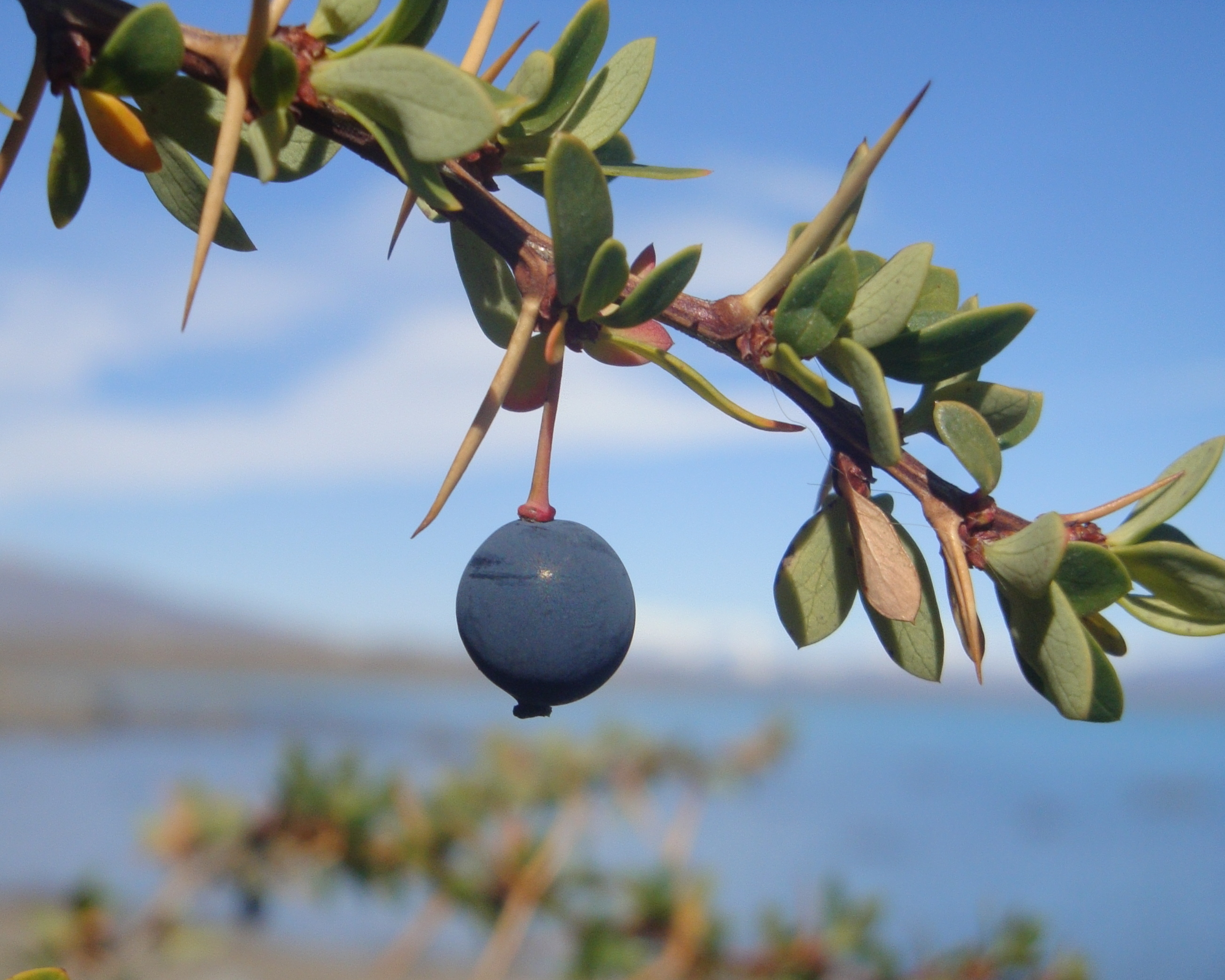
Berberis buxifolia - Calafate (2)

La leyendas tehuelche cuentan la historia de Calafate, la hija del jefe de la tribu, que era lo que él más amaba. 
Calafate era una hermosa y obediente joven de ojos dorados. Pero las cosas cambiaron cuando el clan de Calafate recibió a un joven de origen selknam para que estuviera a prueba entre ellos en donde se le asignó un ritual de iniciación para convertirse en hombre, un ritual conocido como el Hain.
Prontamente los dos jóvenes se enamoraron y planearon escapar juntos, pues según la tradición de los tehuelches estos solían menospreciar a los selknam, motivo por el cual el jefe y padre de Calafate decide oponerse a dicha unión.
Debido a sus tradiciones, los tehuelches no podían dañar al iniciado durante el Hain y para evitar que la relación entre su hija y dicho forastero durase, al padre de Calafate no le quedó más remedio que pedir la ayuda del chamán de la tribu. Quien respondió que no podría hacer que su amor acabara más sin embargo, podía mantenerlos separados para siempre.
Luego de la visita al chamán, Calafate fue transformada en una planta espinosa con flores doradas como sus ojos, nunca antes vista en esas tierras. 
Por muchos meses el joven vagó por la estepa buscando a su amada Calafate y debido a su gran amor, se dice que los espíritus apiadándose de él, lo ayudaron convirtiéndolo en una pequeña y rápida ave con el fin de recorrer con más velocidad las grandes extensiones patagónicas. 
Así pasó el invierno y la primavera, hasta que un día de verano, el joven pájaro se posó en un arbusto que no había visto antes y al probar sus frutos se dio cuenta de que eran tan dulces como el corazón de Calafate logrando reencontrarse después de años de búsqueda.
En la Patagonia se cuenta que el embrujo de Calafate permanece en los frutos de este típico arbusto localizado al sur de la Patagonia y quien los coma una vez, siempre regresará al lugar donde lo hizo por eso la leyenda dice:  "El que come Calafate, siempre vuelve por más".

### Koonex, la anciana curandera

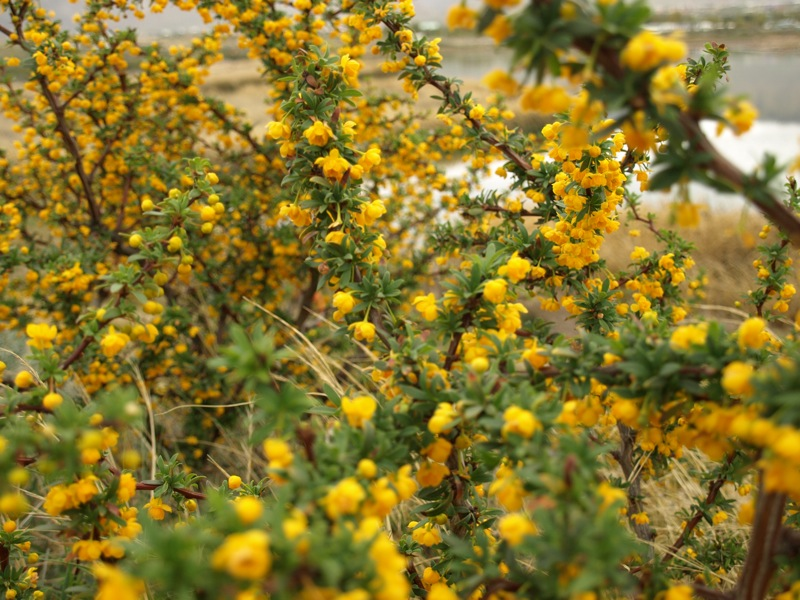
Arbusto de Calafate

Una variante a la leyenda que se cuenta en Argentina, es aquella en la que Calafate era una joven selknam y que el joven era un prisionero yagán atrapado en las costas de Tierra del Fuego.
Se dice que en el otoño, los bosques de ñires, lengas y coihues comienzan a tomar un tono característico, anunciando el cambio de estación, mismo que produce un efecto multicolor en los árboles, que va desde un rojo intenso, dorado y anaranjado, transformación que se repite año tras año desde hace miles de años.
En este paisaje vivían los tehuelches, quienes se dice eran los dueños originarios de la tierra, mismos que al llegar el invierno comenzaban a emigrar a pie hacia el norte buscando alimento y abrigo, debido a que el frío no era tan intenso.
En relación con estas migraciones, la tradición patagónica conserva la leyenda de que cierta vez Koonex, una anciana curandera de la tribu, quien debido a su edad no podía caminar más, comprendiendo la ley natural de la vida decide cumplir con su destino.
Posterior a dicha situación, las mujeres de la tribu comenzaron a confeccionar un toldo con pieles de guanaco añadiendo abundante leña y alimentos.
Luego de la despedida, Koonex, fijó sus ojos cansados a la distancia hasta que la gente de su tribu desapareció tras el filo de una meseta, comenzando a sentir el silencio como un sopor envolvente y pesado después de ver que todos los seres vivientes se alejaban dejándola morir mientras el cielo multicolor se extinguía lentamente.
Así pues, pasaron muchos soles y muchas lunas, hasta la llegada de la primavera que trajo consigo los primeros brotes, las golondrinas, los chorlos, los alegres chingolos y las charlatanas cotorras en aquellas letras.
Cuenta la leyenda que luego del retorno de la vida y sobre los cueros del toldo de Koonex, se posó una bandada de aves que cantaban alegremente.
De pronto, se escuchó la voz de la vieja curandera que, desde el interior del toldo, las reprendía por haberla dejado sola durante el riguroso y largo invierno.
Un chingolito, tras la sorpresa, le respondió: - nos fuimos porque en otoño el alimento escasea, además de que en el invierno no tenemos lugar en donde abrigarnos- ,  -Los comprendo-, respondió Koonex, -por eso, a partir de hoy tendrán alimento en otoño y abrigo en invierno, y así nunca me quedaré sola-  luego la anciana calló.
Luego de que una ráfaga de viento volteara los cueros del toldo de donde aquella voz apareció, en lugar de Koonex se hallaba un hermoso arbusto espinoso, de perfumadas flores amarillas.
Al llegar el verano, las delicadas flores se hicieron fruto y antes del otoño comenzaron a madurar tomando un color adulzorado de un exquisito sabor y alto valor alimentario. 
Cuenta la leyenda que desde aquel día algunas aves no volvieron a emigrar más y las que se habían marchado, al enterarse de la noticia, regresaron para probar el nuevo y delicioso fruto del que quedaron prendados.
Fue así que los tehuelches, luego de regresar también lo probaron, adoptándolo para siempre y así desparramaron las semillas en toda la región adoptando la leyenda conocida hasta hoy como "el que come Calafate, siempre vuelve."